# 小格利博喬克
49°42′1″N 25°48′23″E / 49.70028°N 25.80639°E
小格利博喬克（烏克蘭語：Малий Глибочок），是烏克蘭的村落，位於該國西部捷爾諾波爾州，由捷尔诺波尔区負責管轄，面積0.57平方公里，2001年人口111，人口密度每平方公里195.1人。